# Zork

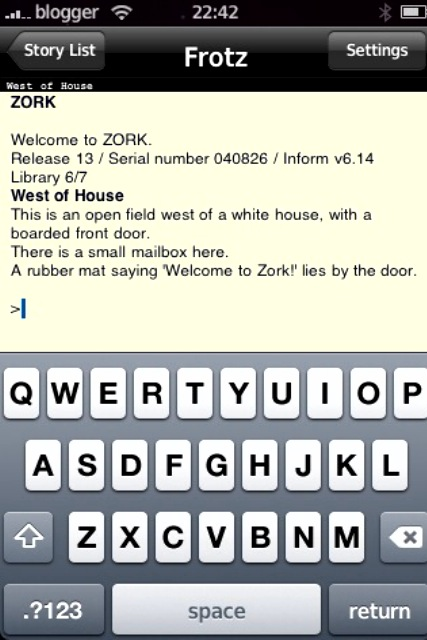
Zork op een iPhone

Zork was een van de eerste adventure-computerspellen gepubliceerd door Infocom en in de jaren 90 door Activision. Het eerste gelijknamige spel in de reeks kwam uit in juni 1977 voor een PDP-10.
De eerste versies bestonden uit alleen tekst (zogeheten tekstgebaseerde computerspellen), latere versies waren grafisch en zijn verschenen voor homecomputers, spelcomputers, pc's en smartphones.

## Spel
In het spel moet de speler een groot ondergronds complex onderzoeken en daarbij zorgen dat er voldoende brandstof is voor de lantaarn. Onderweg komt de speler verschillende fantasyfiguren en objecten tegen. Spellen in de reeks staan bekend om hun uitgesproken personages en humor.

## Zork-spellen
- Zork (1977)
- Zork I (1980, Infocom)
- Zork II (1981, Infocom)
- Zork III (1982, Infocom)
- Beyond Zork (1987, Infocom)
- Zork Zero (1988, Infocom)
- Return to Zork (1993, Infocom / Activision)
- Zork Nemesis (1996, Activision)
- Zork Grand Inquisitor (1997, Activision)
- Zork: the Undiscovered Underground (1997, Activision)
- Zork Collection (1998, Sega Saturn)
- Zork Classics: Interactive Fiction (2000, Windows)
- Legends of Zork (2009, browserspel)
- Zork N plus 9 (2012, browserspel)